# Silvestrijnen
De silvestrijnen zijn leden van een mannelijke religieuze orde in de Rooms-Katholieke Kerk die behoort tot de Benedictijnse Confederatie: Latijn: Congregatio Silvestrina ordinis Sancti Benedicti, afgekort CSilvOSB . De gemeenschap werd in 1231 gesticht door Silvestro Guzzolini.

## Geschiedenis
In 1231 is de orde ontstaan in het door Silvestro Guzzolini (1177 – 1267) gestichte klooster Montefane (Le Marche). In 1233 vond de stichting van de vrouwelijke tak plaats, de silvestrinerinnen. Later ontstond er onenigheid tussen de paters en de nonnen van de orde, waarna de vrouwelijke tak zich bij een andere Benedictijnse congregatie aansloot.
Oorspronkelijk bestond de congregatie overwegend uit leken. Zij werd aanvankelijk beïnvloed door de toenmalige armoedebeweging, maar is desalniettemin gestoeld op de regel van Benedictus. In 1248 werd de congregatie erkend door paus Innocentius IV.
In de late middeleeuwen werd zij steeds klerikaler. De orde bestond steeds meer uit priesters en richtte zich meer en meer op de stad; eerst alleen in Italië, vanaf de 18e eeuw tevens in diverse andere Europese landen.
De Silvestrijnen vormen sinds 1973 een eigen congregatie binnen de Benedictijnenorde en zij bestaat uit circa 200 leden. In 1822 werd hun laatste klooster opgeheven.